# Aji Baho
Aji Baho is een bestuurslaag in het regentschap Deli Serdang van de provincie Noord-Sumatra, Indonesië. Aji Baho telt 2003 inwoners (volkstelling 2010).